# Solliès-Toucas
Solliès-Toucas is een gemeente in het Franse departement Var (regio Provence-Alpes-Côte d'Azur) en telt 4397 inwoners (1999). De plaats maakt deel uit van het arrondissement Toulon.

## Geografie
De oppervlakte van Solliès-Toucas bedraagt 30,2 km², de bevolkingsdichtheid is 145,6 inwoners per km².
De onderstaande kaart toont de ligging van Solliès-Toucas met de belangrijkste infrastructuur en aangrenzende gemeenten.

## Demografie
Onderstaande figuur toont het verloop van het inwonertal (bron: INSEE-tellingen).